# Xenotransplantation
Xenotransplantation innebär transplantation av celler, vävnader eller organ över artgränser, kliniskt avses då främst från djur till människa. Xenotransplantation ses som en möjlighet att hjälpa fler patienter att snabbare få ett passande organ.
Under de första åren av 2020-talet har flera viktiga genombrott gjorts inom fältet. I oktober 2021 lyckades kirurger i New York med att operera in en njure från en gris i en hjärndöd patient. Läkarna följde njurens funktion under 54 timmar och kunde konstatera att den fungerade normalt.
Den 7 januari 2022 genomfördes den första transplantationen av ett hjärta från en genmodifierad gris till en människa vid University of Maryland, något som betraktades som ett stort genombrott. Patienten David Bennett hade ansetts för sjuk för att få ta emot ett mänskligt organ, och forskarna kunde därmed få nödgodkännande för att försöka genomföra en xenotransplantation. Donatorn var en gris som hade genmodifierats för att bättre passa ändamålet och fötts upp i en steril miljö för att minimera risken för smitta som kunde föras över till mottagaren. Bennett levde i två månader efter operationen och avled den 8 mars 2022.
Den 20 september 2023 utförde Bartley P. Griffith sin andra transplantation av ett grishjärta. 
I mars 2024 utförde kirurger i Boston den första xenotransplantationen av en grisnjure till en människa. 